# 折坂章子

折坂 章子 （おりさか あきこ、1964年10月4日 - ）は、NHK初の女性気象キャスターを務めた気象予報士である。

## 略歴
北海道旭川市出身。北海道旭川東高等学校を経て早稲田大学教育学部理学科（地学専修）卒業。1989年、財団法人日本気象協会に入社、ラジオの天気予報出演などを経て、1993年4月よりNHK初の女性気象キャスターとして「NHKニュースおはよう日本」などの気象情報コーナーに出演。1994年8月実施の第1回気象予報士試験に合格し、同年10月、気象予報士資格を取得。NHKでは1998年3月まで出演を続けた。その後は日本気象協会内部での業務が主になった模様だが、NHKラジオや民放の気象情報番組に出演することもある。2000年代には国土審議会の専門委員も務めている。

## 主な出演（担当）番組
- NHKニュースおはよう日本　（NHK総合、1993年4月 - 1996年3月）
- ニュース・気象情報（10:00）（平日）　（NHK総合、1993年4月 - 1996年3月）
- 気象情報（正午前）（月 - 木、祝除く）　（NHK総合、1996年4月 - 1998年3月）
- ニュース・気象情報（10:00）（月 - 木、祝除く）　（NHK総合、1997年4月 - 1998年3月）
- めざましテレビ（フジテレビジョン、2007年9月7日放送）【台風情報解説】

## 参考記事
- 朝日新聞　（1994年10月12日東京朝刊　「折坂章子さん～気象予報士（ひと）」）※当時「おはよう日本」出演中は眼鏡をかけていなかったが、記事に掲載されていた写真では眼鏡をかけていた。
- FLASH　（1994年11月1日、「『気象予報士』に合格したNHK折坂章子キャスターに密着!」）
- 読売新聞　（1996年2月19日東京夕刊　「ひととき～折坂章子さん」）
- 北海道新聞　（1996年3月17日全道朝刊　「人はなし　日曜インタビュー～折坂章子さん」）